# Mersey
Mersey – rzeka w zachodniej Anglii. Powstaje z połączenia rzek Goyt i Tame, wypływających z Gór Pennińskich. Długość: 113 km. 
Uchodzi do Zatoki Liverpoolskiej (Morze Irlandzkie). Nad estuarium Mersey leży Liverpool, a przy ujściu do Mersey jej głównego dopływu Irwell – Manchester. Pod estuarium Mersey zbudowano w 1934 tunel o długości 3,2 km łączący Liverpool i Birkenhead.